# ChalkZone
A ChalkZone (magyar fordításban: Krétazóna) egy 2002 és 2008 között vetített amerikai rajzfilmsorozat. A sorozat alkotói Bill Burnett és Larry Huber. A történet egy fiúról szól, aki egy varázskrétával tud átjutni a sorozat címét adó ChalkZone-ba (Krétazónába).
A sorozat az Amerikai Egyesült Államokban 1998 és 1999 között mutatkozott be rövidfilmekben a Nickelodeonon az Oh Yeah! Cartoons részeként, majd 2002. március 22-től 2008. augusztus 23-ig vetítette. Magyarországon 2006-ban került bemutatásra. A Nickelodeon önálló csatornává szerveződését követően a sorozatot nem vetítették.

## Cselekménye
A történet főszereplője Rudy Tabootie, egy 10 éves, ötödikes fiú, aki imád rajzolni. Egy nap Rudy rátalál egy varázskrétára, amivel a táblán át egy másik világba, a Krétazónába jut át. Itt találkozik Snap-pel, egy emberszerű, hősjelmezes, kalandvágyó és éles elméjű rajzfigura, akit Rudy még 8 évesen rajzolt meg, és akivel legjobb barátok lesznek. A kis csapathoz tartozik még Rudy barátja és szerelme, Penny Sanches, aki a csapat elméje. Ez a kis csapat sok kalandon megy keresztül, mely során több hátráltató személlyel is összekerülnek: a való világban ott van Reggie Bullnerd, az iskola rosszfiúja és Mr. Wilter, Rudy rajzfilmutáló tanára; eközben a Krétazónában ott van Skrawl és a Beanie Boys csapat, akik Rudy-t hibáztatják kinézetükért és ezért akarnak bosszút állni, valamint a Craniac-ek, akik futurisztikus dolgokat gyűjtenek, és a varázskrétát is meg akarják szerezni.

## Szereplők
| Szereplő        | Eredeti hang                           | Magyar hang        |
| --------------- | -------------------------------------- | ------------------ |
| Rudy Tabootie   | E. G. Daily                            | Bogdányi Titanilla |
| Snap            | Candi Milo                             | Tamási Nikolett    |
| Penny Sanchez   | Hynden Walch/Robbyn Kirmssè (énekhang) | Kántor Kitty       |
| Reggie Bullnerd | Candi Milo                             | Seszták Szabolcs   |
| Mr. Wilter      | Robert Cait                            | Faragó András      |
| Küklopsz        | Rodger Bumpass                         | Pusztaszeri Kornél |
| Queen Rapsheeba | Rosslynn Taylor                        | Solecki Janka      |
| Blocky          | Candi Milo/Robert Cait                 | Szalay Csongor     |
| Skrawl          | Jim Cummings                           | Németh Gábor       |
| Craniacs        | Rob Paulsen                            | Seder Gábor        |

## Epizódok
| Évad | Évad        | Epizódok | Eredeti sugárzás  | Eredeti sugárzás    | Magyar sugárzás     | Magyar sugárzás     |
| Évad | Évad        | Epizódok | Évadpremier       | Évadzáró            | Évadpremier         | Évadzáró            |
| ---- | ----------- | -------- | ----------------- | ------------------- | ------------------- | ------------------- |
|      | Rövidfilmek | 8        | 1998. július 17.  | 1999. december 4.   | 2000. augusztus 17. | 2001. január 16.    |
|      | 1           | 6        | 2002. március 22. | 2002. április 26.   | 2006. január 6.     | 2006. július 3.     |
|      | 2           | 8        | 2003. május 30.   | 2003. november 2.   | 2007. szeptember 7. | 2007. október 9.    |
|      | 3           | 15       | 2004. február 2.  | 2004. december 9.   | 2008. április 6.    | 2008. szeptember 5. |
|      | 4           | 11       | 2005. június 6.   | 2008. augusztus 23. | 2009. augusztus 14. | 2009. szeptember 7. |

## Vetítése
A sorozat próbaepizódját először 1999. december 31-én mutatták be a Nickelodeon szilveszteri műsorblokkjának részeként, ám tisztázatlan okokból a csatorna elhalasztotta a sorozat többi részének leadását, így végül csak 2002. március 22-én mutatkozott be, a bemutatója pedig a Nickelodeon addigi legnézettebb premierje lett.
A sorozat a Nick on CBS programblokkon is vetítették 2003 és 2004 között. 2005 júniusában, a 4. évad premierjénél bejelentették a sorozat befejezését, a 11 részes évadnak csupán az első 5 részét adták le, utána hiátusra küldték a sorozatot. A maradék 6 rész végül 2008. júniusa és augusztusa közt került leadásra.
A befejezés után a Nicktoons kezdte el adni 2013 októberében, majd a NickSplat programblokkon került újra műsorra 2016 novemberében a Nicktoons 25. születésnapját ünnepelve.